# 아레나 르비우
아레나 르비우(우크라이나어: Арена Львів)는 우크라이나 르비우에 위치한 축구 경기장으로 34,915명을 수용할 수 있다. 카르파티 르비우의 홈 구장으로 사용되고 있다. UEFA 유로 2012 경기장으로 선정되었다. 샤흐타르 도네츠크는 2014년부터 2016년까지 돈바스 전쟁의 여파로 인해 이 경기장을 홈 구장으로 사용했다.

## 같이 보기
- 르비우 다닐로 로마노비치 국제공항